# Ponti sul Mincio
Ponti sul Mincio är en ort och kommun i provinsen Mantua i regionen Lombardiet i Italien. Kommunen hade 2 405 invånare (2018).